# Carlo Tamburini
Carlo Tamburini (Mantova, 23 febbraio 2005) è un pilota automobilistico italiano, pilota ufficiale Maserati Corse per il team LP Racing nel Campionato Europeo GT2.

## Carriera
Carlo Tamburini debutta in pista il 23 febbraio 2014. Questo evento dà inizio a un anno di intensi allenamenti, durante i quali esplora vari kartodromi italiani e si prepara per le competizioni future.
A 10 anni, inizia la sua prima stagione di gare nel campionato italiano IAME Series, concludendo l'anno con la partecipazione alle finali internazionali. Questo rappresenta l'inizio di un percorso che durerà cinque anni, caratterizzato da diversi successi.
Nel 2015, Tamburini inizia a gareggiare nella categoria Go Kart 60, proseguendo l'anno successivo nella categoria 60 Mini e vincendo il premio di "Pilota emergente del 2016" da parte dell'ACI di Mantova.
Nel 2017, Tamburini passa alla categoria 100. Con la partecipazione  al Trofeo Easykart, chiude con al decimo posto nella finale internazionale al circuito 7 Laghi di Castelletto di Branduzzo.
Le ultime gare in kart e l'esordio nel mondo delle auto da corsa avvengono nel 2020. Nel debutto in Formula 4 a Misano, Tamburini conquista il podio.
Il primo anno completo nelle corse automobilistiche, il 2021, vede Tamburini trionfare in vari autodromi italiani alla guida della Formula 4 del team Corbetta Competizioni. Successivamente, debutta nel mondo delle ruote coperte, ottenendo la pole position e la vittoria a Monza.

### TCR Italy
Nel 2022, Tamburini compete per la prima volta con piloti professionisti nel campionato TCR Italy, guidando una Honda Civic per MM Motorsport. Ottiene una vittoria assoluta a Imola, conclude la stagione con un quinto posto nella classifica finale e secondo nella classifica Under 25, viene inoltre premiato come Rookie dell’anno da ACI Sport.
| Circuito   | Qualifica  | Gara 1         | Gara 2       |
| ---------- | ---------- | -------------- | ------------ |
| Monza      | Terzo      | Undicesimo     | Undicesimo   |
| Imola      | Terzo      | Primo          | Quinto       |
| Misano     | Undicesimo | Ritirato       | Ritirato     |
| Mugello    | Ottavo     | Ventisettesimo | Nono         |
| Imola      | Terzo      | Terzo          | Diciottesimo |
| Vallelunga | Sesto      | Quinto         | Tredicesimo  |

### Campionato Italiano Gran Turismo
L'anno successivo, partecipa al Campionato Italiano Gran Turismo 2023, nelle sezioni sprint ed endurance come pilota per BMW Italia con il team Ceccato Racing. Durante la stagione, conquista quattro vittorie nella classe GT3 Pro-Am e due podi assoluti a bordo della BMW M4 GT3.
| Circuito   | Qualifica | Gara       |
| ---------- | --------- | ---------- |
| Pergusa    | Ottavo    | Dodicesimo |
| Mugello    | Quarto    | Secondo    |
| Monza      | Secondo   | Decimo     |
| Vallelunga | Terzo     | Terzo      |

| Circuito | Qualifica  | Gara 1 | Gara 2     |
| -------- | ---------- | ------ | ---------- |
| Misano   | Undicesimo | Decimo | Dodicesimo |
| Monza    | Nono       | Terzo  | Dodicesimo |
| Mugello  | Ottavo     | Quarto | Nono       |

### Fanatec GT2 European Series
Nel 2024, partecipa per la prima volta a un campionato europeo, il Fanatec European GT2 Series, a bordo della Maserati MC20 numero 1 del team LP Racing.
In occasione dell'esordio stagionale al circuito francese Paul Ricard a Le Castellet nel primo weekend di aprile, dopo aver conquistato una doppia pole in qualifica, la Maserati GT2 pilotata da Carlo Tamburini e dal compagno di scuderia Leonardo Gorini ottiene la prima vittoria nel campionato GT2 European Series, mantenendo in Gara 1 il comando dalla partenza al traguardo.
Nel secondo appuntamento della stagione a Misano, in Gara 1 Tamburini bissa la vittoria del Paul Ricard sul circuito di casa, rimontando dal terzo posto.
Dopo le vittorie al Paul Ricard e a Misano, Tamburini conquista un altro successo in Gara 1 nel terzo gran premio della stagione a Spa-Francorchamps, nell'ultimo weekend di giugno, nonostante un inizio non privo di difficoltà caratterizzato da un settimo posto nelle prove libere e un undicesimo nelle pre-qualifiche. «Abbiamo vinto – racconta Carlo al termine della gara – grazie al grande lavoro di tutto il team. Il merito va soprattutto a Leonardo Gorini, che mi ha permesso di gestire al meglio la seconda parte della corsa, nonostante un problema tecnico».
Il quarto appuntamento stagionale, tenutosi il 19-21 luglio sul circuito tedesco di Hockenheim, si rivela invece complicato per Carlo Tamburini. A causa di problemi ai freni durante le qualifiche, in Gara 1 la Maserati del team LP Racing parte dalle retrovie e ogni tentativo di rimonta si conclude già al primo giro a seguito di un contatto con un'altra vettura che ne determina il prematuro ritiro. Nella seconda prova, nonostante la partenza dalla pit lane, Tamburini e Gorini recuperano diverse posizioni, terminando al settimo posto assoluto che vale il quarto posto nella categoria "Pro- Am".
A Monza, seconda tappa italiana del campionato europeo GT2 e quinta tappa dopo Hockenheim, Tamburini conquista la vittoria in Gara 1, dominata dalle vetture della Casa del Tridente e un ottimo secondo posto in Gara 2.
La tappa del 11-13 ottobre, tenutasi a Barcellona al Circuito di Barcellona-Catalogna, è l'ultimo round di questo campionato europeo GT2, con l'equipaggio formato da Tamburini e Gorini ancora in lotta per il titolo, titolo che viene assegnato ai rivali dopo Gara 2 arrivando comunque quarti in entrambe le gare.
| Pos | Drivers          | Pti |
| --- | ---------------- | --- |
| 1   | Kofler/Koch      | 237 |
| 2   | Tamburini/Gorini | 197 |
| 3   | Birch/Andersen   | 140 |

| Circuito          | Qualifica | Gara 1   | Gara 2      |
| ----------------- | --------- | -------- | ----------- |
| Paul Ricard       | Primo     | Primo    | Tredicesimo |
| Misano            | Primo     | Primo    | Secondo     |
| Spa-Francorchamps | Quinto    | Primo    | Decimo      |
| Hockenheim        | N/A       | Ritirato | Settimo     |
| Monza             | N/A       | Primo    | Secondo     |
| Barcellona        | Primo     | Quarto   | Quarto      |